# アルネ・アンデルセン (ハンドボール選手)
アルネ・アンデルセン（Arne Andersen、1944年2月7日 - ）はデンマークの元ハンドボール選手で、1972年夏季オリンピックに出場した。
彼はEfterslægtenに所属し、1972年にハンドボルド・リーガエントップの得点者となった。 1972年に ハンドボールデンマーク代表になり、オリンピック大会で13位になった。彼は5試合すべてに出場し、3得点を決めた。